# Сан Фернандо (Пампанга, Филипини)
Вижте пояснителната страница за други значения на Сан Фернандо.
Сан Фернандо (на тагалог: Lungsod ng San Fernando) е град в провинция Пампанга, Филипини на остров Лусон. Населението му е 306 659 жители (2015 г.). Площта му е 67,74 кв. км. Основан е на 16 август 1754 г. Получава статут на град на 4 февруари 2001 г. Намира се в часова зона UTC+8. Пощенският му код е 2000, а телефонния 45. Градът разполага с 2 обществени пазара, 39 банки, 48 инвеститорски компании, 38 заложни къщи, 17 бензиностанции, 3 кина, 39 обществени и частни училища, 7 болници, 13 зъболекарски кабинета, 9 хотела, 28 аптеки, 7 дискотеки, и 6 чейндж бюра.